# 累西腓文化之家
文化之家（Casa da Cultura）是一个工艺品营销中心，位于巴西东北部伯南布哥州首府累西腓。它设于原监狱大楼内，在19世纪，这里曾是巴西最大的监狱。

## 历史
1850年1月16日，伯南布哥州通过决定建造一所监狱的法令，同年开工建造。由工程师何塞·马梅德·阿尔维斯·费雷拉（José Mamede Alves Ferreira）建造。1855年4月25日监狱投入使用，但建筑到1867年才完成。

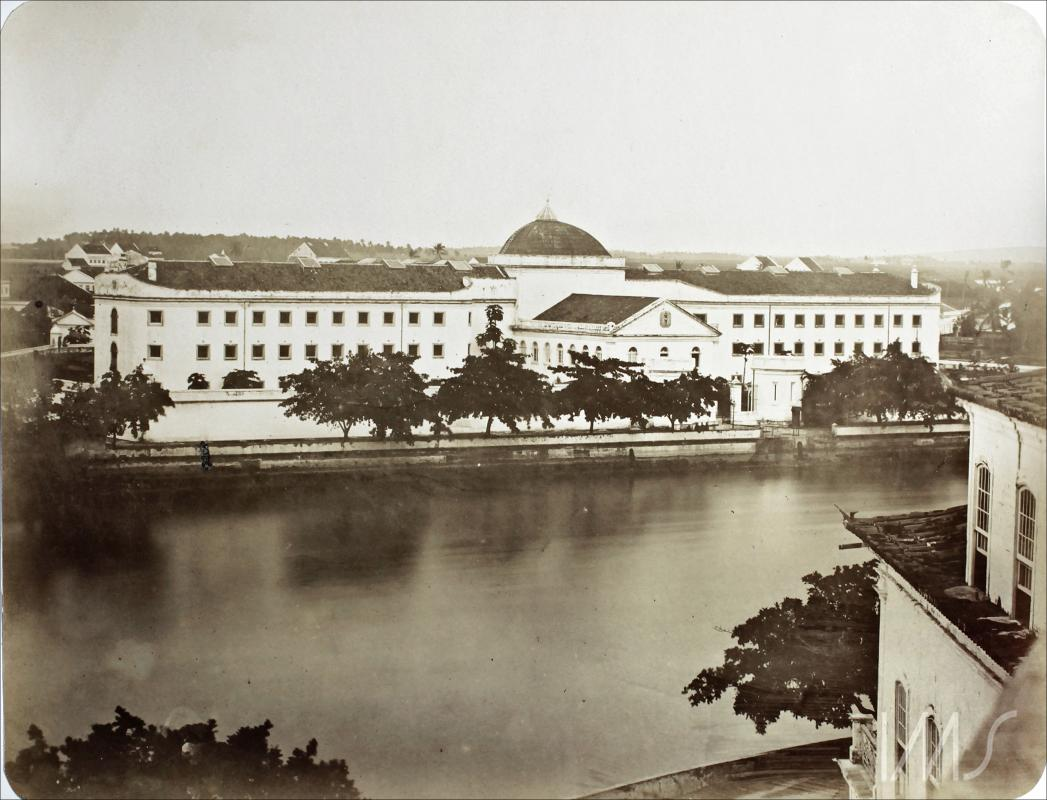
监狱，1880年

1973年，监狱停用。囚犯被转移到伊塔马拉卡岛农业监狱。艺术家弗朗西斯科·布伦南德（Francisco Brennand）提议将原监狱大楼改造成文化和艺术中心。修复项目由建筑师莉娜·博·巴尔迪完成。1976年，旧建筑群重新开放，成为文化之家。

## 建筑
原累西腓监狱采用新古典主义的建筑风格，以十字形建造，采用全景监狱的设计方式，看守从中央很容易监视每个牢房。